# All-Star Batman and Robin, the Boy Wonder
All-Star Batman and Robin, the Boy Wonder est une série de bande dessinée américaine écrite par Frank Miller et dessinée par Jim Lee. Elle fut publiée par DC Comics, avec une publication très anarchique, entre 2005 et 2008. La série a été renommée Dark Knight: Boy Wonder en 2011, quand Miller et Lee devaient terminer les six derniers numéros. La série raconte les origines de Dick Grayson qui devient le jeune partenaire de Batman, Robin.
Elle fut la première série à être lancée en 2005 sous le label All-Star de DC. Les séries All-Star sont réalisées par des écrivains et artistes renommés de l’industrie de la bande dessinée américaine et tentent de raconter l’histoire des personnages les plus emblématiques de l'Univers DC, mais à l’extérieur de sa continuité. Elles ne sont pas limitées par celle-ci dans le but d’attirer de nouveaux lecteurs. Ainsi, chaque titre attaché au label All-Star possède sa propre continuité et est indépendant de la continuité officielle. D’après Miller, la série se déroule dans la même continuité que ses autres travaux sur Batman, tel que The Dark Knight Returns.

## Synopsis
Bruce Wayne et Vicki Vale sont au cirque en train d’observer un spectacle de trapézistes, les Flying Graysons, une famille d’acrobates composée d’un garçon de douze ans, Dick Grayson et de ses parents. Quand les parents de Dick sont abattus d’une balle dans la tête devant la foule, le garçon est escorté hors des lieux par plusieurs policiers du Département de la Police de Gotham City d’une manière brutale et menaçante. Batman maîtrise rapidement le tueur, Jocko-Boy Vanzetti et part sauver Dick des policiers. Il enlève à son tour le garçon dans un but : en faire son partenaire.

## Couvertures
Chaque numéro de All Star Batman est sorti avec plusieurs couvertures variantes dans l'édition originale, pour un total de 24 couvertures pour 10 numéros.
Le premier numéro fut lancé avec quatre couvertures différentes. Trois d’entre elles ont été illustrées par Jim Lee. Frank Miller illustra la quatrième. Frank Miller dessina plusieurs variantes pour la série. A l’exception du numéro 2, les couvertures de Miller ont été vendues avec un ratio de 1:10. Pour les numéros 8 et 9, les variantes furent dessinées par Neal Adams. La couverture pour le no 10 fut dessinée par Frank Quitely.

## Continuité
Les titres All-Star sont des histoires indépendantes qui existent en dehors de la continuité officielle de DC Comics. En dépit de partager le même label que le All-Star Superman de Grant Morrison, All Star Batman & Robin existe dans sa propre continuité, sans aucun lien avec les autres livres labellisés All-Star.
Frank Miller a aussi indiqué que All-Star Batman & Robin existe dans la même continuité que les autres histoires de son Dark Knight Universe. Cela concerne ses autres travaux : Batman: The Dark Knight Returns, sa suite Batman: The Dark Knight Strikes Again, Batman: Année Un et la collaboration Frank Miller/Todd McFarlane sur Spawn/Batman. Parmi ceux-ci, seul Année Un est considéré comme canonique dans la continuité principale du DC Universe. Cependant, cela s’est avéré difficile à comprendre puisque The Dark Knight Returns se déroule durant la Guerre Froide avec un Batman plus vieux, tandis que All Star Batman & Robin présente un Batman plus jeune dans un monde plus moderne, plus précisément celui de 2008. Une histoire supplémentaire, intitulée Holy Terror, Batman! (en), fut aussi inclus à l’intérieur de cette même continuité. Cependant, en 2010, Miller déclara qu’il ne travaillait plus sur le projet. Il clarifia plus tard cette affirmation en expliquant qu’il allait présenter un nouveau personnage appelé The Fixer et non Batman, et qu’il ne serait pas publié par DC,. En 2007, le « Dark Knight Universe » de Frank Miller fut officiellement désigné comme la Terre-31 à l’intérieur du nouveau Multivers de DC Comics composé de 52 univers alternatifs.
Grant Morrison a déclaré qu’il était incertain que son Superman et la version décrite dans All Star Batman & Robin soit les mêmes en raison de la grande différence temporelle entre les deux séries : « Je ne sais pas si cela aurait marché. Pour moi, je suppose que je vois tout prendre place dans le même monde bien qu’ils semblent être des personnages très différents. Frank Miller présente un Batman au début de sa carrière et je présente un Superman à la fin de sa vie, des années après All Star Batman. Mais cela pourrait être le même personnage en ce qui me concerne. C'est où ils peuvent avoir fini ».

## Réception

### Ventes
Le premier numéro de la série fut vendu à plus de 261 000 copies en un mois. La série, mensuelle au départ, prit de plus en plus de retard avec le temps, au point qu’un seul numéro sortit en 2006. Quand le numéro 5 sortit, la série fut indiquée comme bimensuelle, avec comme exception le numéro 10 qui fut reporté. Prévu pour le 9 avril 2008, il fut reprogrammé pour le 27 août, puis reporté à nouveau pour le 10 septembre, date à laquelle il sortit enfin, seulement pour être rappelé en raison d’une erreur d’impression qui avait laissé de nombreux jurons insuffisamment censurés,. Mise à part l’erreur d’impression, Jim Lee pris la pleine responsabilité pour le retard de la série, expliquant qu’il était impliqué dans le développement du jeu vidéo DC Universe Online, et que le scénario de Miller avait été écrit bien plus tôt.
En dépit de la chute des ventes depuis le premier numéro, les numéros de All Star Batman & Robin sont régulièrement dans le haut de la liste des meilleures ventes de DC Comics lors du mois de la sortie dudit numéro.

### Réception critique

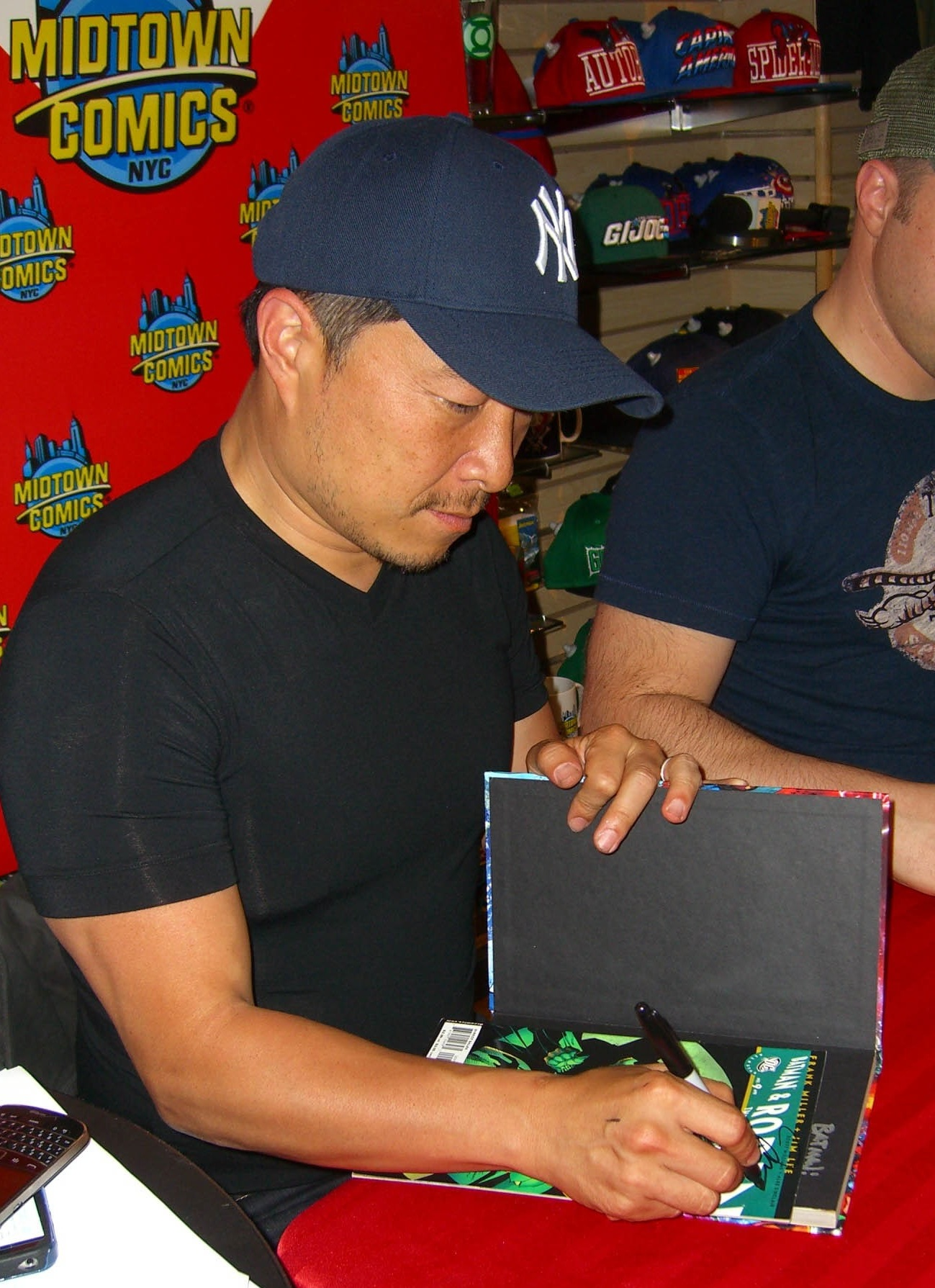
Les dessins de Jim Lee sur la série ont été grandement appréciés. Il est vu ici signant une copie du numéro 9 de la série, à la Midtown Comics à Manhattan en 2012.

Sorti en grande pompe avec de grands espoirs et beaucoup d’excitation, All-Star Batman a systématiquement reçu des critiques négatives. Presque tous les griefs contre la série concernent l’écriture de Frank Miller, plus particulièrement son interprétation non-traditionnelle du personnage principal. Dans la série, Batman est constamment représenté comme violent, cruel, amoral, excité par son propre sadisme envers les criminels, indifférent aux dommages collatéraux qu’il inflige et au désarroi qui s’ensuit. Les exemples les plus frappants incluent les sévices physiques et verbales infligées à Dick Grayson pour tenter de l’empêcher de s’apitoyer sur la mort de ses parents, et le geste de lancer un cocktail Molotov sur la foule durant un combat.
Dans le numéro 2, le style de dialogue sombre de Miller mène le personnage principal à se présenter à Grayson comme « le Putain de Batman (the Goddamn Batman) ». La phrase est devenue un mème parmi les fans de comics pour son aspect comique involontaire, et a depuis été reprise dans différents numéros de comics. D’après le critique Brett Weiss, la phrase « a suscité la dérision des fans, tout comme des critiques ». Plus tard, DC Comics va même parodier la célèbre phrase dans le comics Superman/Batman, via un Batman super deformed se présentant au « véritable » Batman par la phrase (utilisant une alternative moins vulgaire au juron Goddamn, équivalent au "punaise" français): « I'm the goshdarn Batm– », pour se voir immédiatement rabroué. Un autre élément controversé passé à la postérité est la mention « Dick Grayson, âge 12 ans », utilisée en toutes circonstances pour présenter Robin.
Le critique Peter Sanderson de IGN Comics suggère, bien qu’il reconnaisse que la série soit « globalement honnie » et que le marketing de DC Comics ait été « trompeur », que le traitement de Batman envers Grayson est comparable aux exercices qu’un sergent instructeur imposerait à une nouvelle recrue, ce qui lui fait se demander si cela ne traumatisera pas Grayson encore plus. Il a néanmoins affirmé être « fasciné » par ce que cela révèle de la personnalité de Batman, comparant le traitement brutal de Grayson à l’expérience traumatisante à laquelle V soumet Evey Hammond dans V for Vendetta. Sanderson souligne également que, Miller imaginant All Star Batman & Robin comme une préquelle à ses romans graphiques Batman: The Dark Knight Returns et Batman: The Dark Knight Strikes Again, la vision sombre et torturée de Batman et sa relation dysfonctionnelle avec Robin doivent être comprises dans ce contexte, et que le traitement brutal de Batman envers Dick Grayson en dit long sur les mécanismes de la personnalité de Batman.
Le critique Brett Weiss, dans le Comics Buyer's Guide n°1636 (décembre 2007), reconnaît au premier numéro de la série de bons arguments, la trouvant intéressant et novateur. Il estime cependant qu’avec le numéro 6, la série devient « une mauvaise blague », citant les dialogues « de pseudo-film noir, ridiculement mauvais », et qui présentent Batman « comme un psychopathe, et non plus simplement sombre et névrosé ». Weiss loue les dessins « magnifiques » de Jim Lee, mais estime qu'ils sont gaspillés sur ce titre, perçu par lui comme « paraissant volontairement mauvais ». La série est aussi connue pour son numéro 10 rappelé, dans lequel une erreur d’impression laissa le mot « fuck » non censuré. Les copies originales conservées par leurs acheteurs furent plus tard vendues à prix fort sur eBay.
Le journaliste spécialisé dans les comics Cliff Biggers (en), dans Comic Shop News (en) n°1064 (7 novembre 2007), appelle la série « l’un des plus gros désastre de l’histoire des comics », exprimant son étonnement devant ce qu’il a ressenti comme le mépris de Frank Miller pour chaque aspect du personnage de Batman dans le but de raconter « une histoire à la Sin City en bat-costume ». En critiquant le numéro 7, Biggers qualifie la séquence de Batman et Black Canary de « grotesque » et « Tarantinoesque », soutenant que le travail de Miller ne pouvait pas être pire. Biggers donna au numéro une note « D », expliquant que cela aurait pu être un « F » s’il n’y avait pas eu les dessins de Jim Lee, et suggéra que pour sauver l'oeuvrel, DC devrait éditer le livre avec des bulles vierges et laisser les lecteurs proposer leurs propres scripts. Dans une revue des trois premiers numéros de la série, William Gatevackes de PopMatters déclare que « les dessins de Jim Lee sont magnifiques, mais ils ne peuvent pas compenser l’écriture ou les trous dans la narration ». Gatevackes trouve le scénario faible, disant « qu'il semble que [Miller] développe sur vingt numéros une histoire qui pourrait tenir sur quatre ». Gatevackes trouve All Star Batman & Robin inferieur aux précédents travaux de Miller : « On se demande ce qui est arrivé au Frank Miller qui gagna sa célébrité sur Daredevil, Ronin et Batman: The Dark Knight Returns. Peut-il revenir ? Parce que jusqu’à ce qu’il le fasse, All Star Batman and Robin devrait être évité à tout prix ».

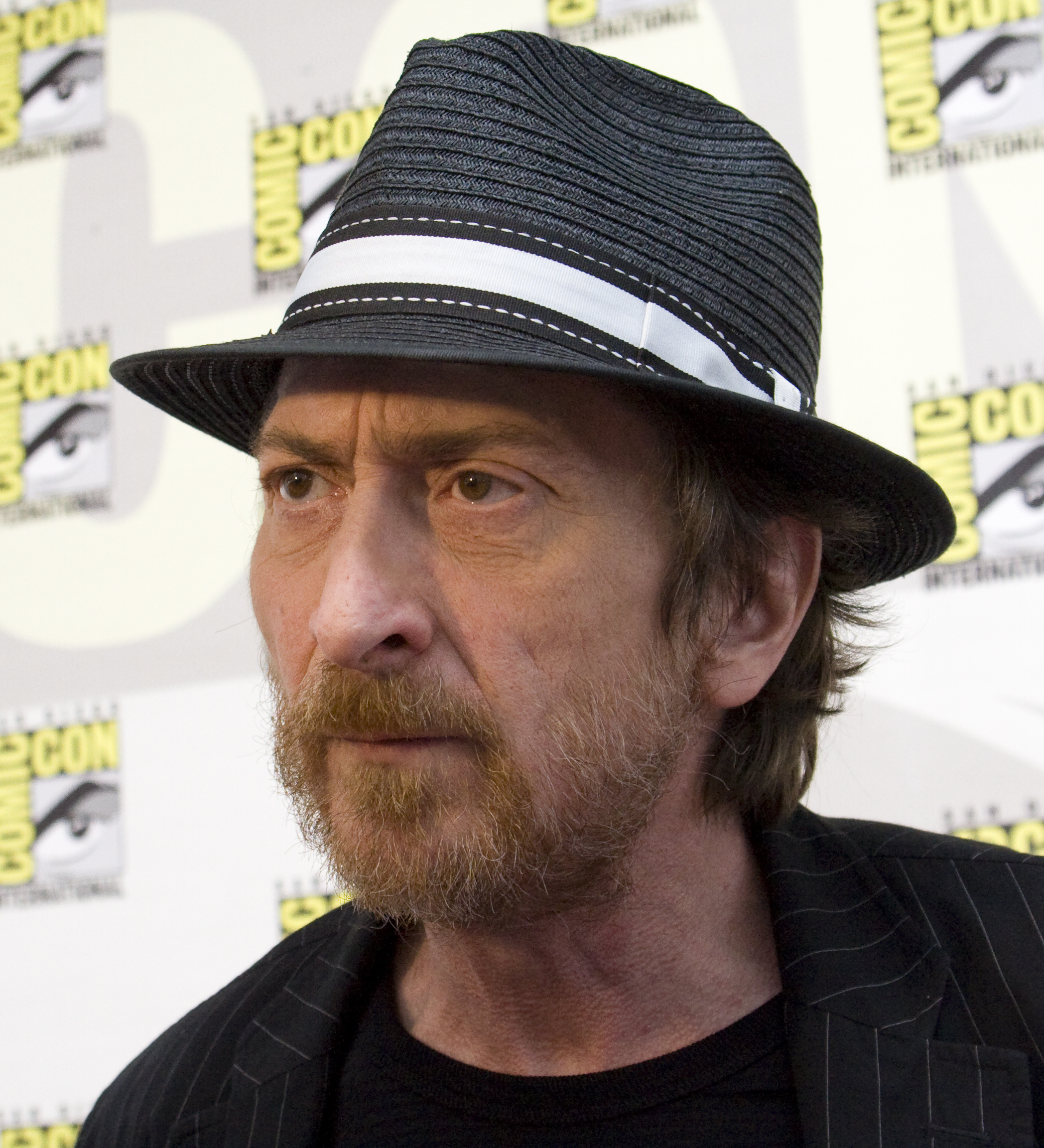
Frank Miller a été très critiqué pour son scénario et ses dialogues (Ici à la San Diego Comic Con de 2008).

Iann Robinson, écrivant pour CraveOnline (en), rédigea un essai critique sur All Star Batman & Robin, l’appelant « une série de comics qui s'enfonce de plus en plus profondément dans les abysses de l’illisible. Je comprends le besoin de Miller de ré-inventer, mais là, c'est mal fait et de mauvais goût. » Robinson observe que « l'art de Jim Lee est de première classe [et] vraiment merveilleux à admirer, [mais] Frank Miller a dépouillé Batman de toute sa dignité, sa classe et son honneur. Ce n’est pas le Chevalier Noir ;  c’est L’Inspecteur Harry sous un masque. Le pire, c’est que c’est exactement tout ce que Batman n’est pas. D'un seul coup, Miller a effacé tout le bien qu’il a fait pour Batman avec The Dark Knight Returns et Batman: Année Un. Tout ça a purement et simplement disparu ».
Le critique internet Linkara affirme que les personnages de la série sont si éloignés des personnages originaux qu’ils étaient plutôt des personnages différents jouant le rôle des vrais héros, parlant de Batman comme « Crazy Steve » (Steve le Fou) et Wonder Woman comme « Bonkers Betty » (Betty la Cinglée). Il déclare que le livre semble croire que « la violence décomplexée, aussi bien physique qu’émotionnelle, est la solution à tous les problèmes de la vie ». Il critique aussi la caractérisation des personnages, les dialogues, le rythme, les scènes de combat et le scénario aussi mauvais qu’inexistant. Il déclare aussi que le rythme du comics et les sauts dans le temps sont si confus qu’il est possible pour le lecteur d’interpréter que Dick Grayson a été kidnappé par Batman avant que ses parents soient assassinés. Il rend cependant hommage au travail artistique de Jim Lee, bien qu’il dise également que les dessins ont le malheur d'attirer l’attention sur la faiblesse de l'écriture. Linkara accuse aussi Miller d’homophobie occasionnelle et de misogynie dans ses dialogues, utilisant gay comme une insulte, et dépeignant les femmes comme des objets sexuels à admirer.
La série a également ses défenseurs. Jon Morris, qui écrit pour The High Hat, a nommé All Star Batman & Robin comme l’un des meilleurs comics de super-héros de 2006. Il trouve que la reprise du personnage par All Star est « une alternative intrigante sur un personnage réinventé tellement souvent qu'il en est devenu incohérent depuis bien longtemps. Les lecteurs dans leur ensemble ont certainement déjà vu Batman l'âme torturée, Batman le père de substitution maladroit, Batman le crypto-fasciste, et Batman le trilliard-d’autres-archétypes-paternalistes, d'innombrables fois auparavant, sous la direction de plusieurs dizaines d'autres auteurs ; pourquoi ne pas avoir, pour une petite série de douze numéros, un Batman qui est ce que serait un control-freak sadique habillé de Kevlar dans la vraie vie — c'est-à-dire: "particulièrement désagréable"? C’est répugnant, clairement, mais qui achète des comics de Batman pour sa personnalité chaleureuse et câline ? ».

### Absence de fin
Après que la série fut mise en pause pendant presque deux ans, DC Comics annonça le 2 avril 2010, que Miller et Lee reviendraient travailler sur la série en 2011. Au lieu de continuer sous le label « All-Star », la série serait renommée Dark Knight: Boy Wonder et s’étalera sur six numéros, complétant l’histoire d’origine voulue par Miller. Bien que DC fit la publicité pour le lancement de la série en février 2011, elle fit face à des retards supplémentaires à la suite de l’implication de Jim Lee dans la nouvelle série de Justice League, qui faisait partie du nouveau relaunch de DC Comics qui allait commencer en septembre 2011. Lors de la WonderCon de 2013, Jim Lee a annoncé que le scénario de deux numéros ont été écrits par Frank Miller et que 6 pages du n°11 étaient terminées. En octobre 2015, lors de la New York Comic Con, Miller annonça qu’il venait « juste de commencer » à travailler sur la séquelle avec Jim Lee. La suite n'est finalement jamais sortie.

## Publications

### Éditions américaines
La série est disponible chez DC Comics dans les volumes suivants :
| Année | Album                                                      | Contenu | ISBN                 |
| ----- | ---------------------------------------------------------- | ------- | -------------------- |
| 2008  | All Star Batman & Robin, the Boy Wonder, Volume 1          | n°1–9   | (ISBN 1-4012-1681-1) |
| 2014  | Absolute All Star Batman & Robin, the Boy Wonder, Volume 1 | n°1–10  | (ISBN 1-4012-4763-6) |

### Éditions françaises
En France, Panini Comics a proposé la première édition française dans son offre kiosque dès 2006. La série a eu droit à une édition complète mais chaotique :
- All Star Batman no 1 A. Couverture de Jim Lee représentant Batman (février 2006).
- All Star Batman no 1 B. Couverture de Jim Lee représentant Batman + 1 couverture en plastique transparente où est imprimé Robin, variante vendue 9,90 €  (février 2006).
- All Star Batman no 2. Couverture de Jim Lee représentant Batman et Black Canary (août 2006).
- Superman / Batman Hors-Série no 3. Couverture de Jim Lee représentant Batman, Black Canary et Batgirl (décembre 2007).
- Superman / Batman Hors-Série no 4. Couverture de Jim Lee représentant Batman et Black Canary (juin 2008).
- Superman / Batman Hors-Série no 6. Couverture de Jim Lee représentant Batman et Robin (décembre 2008).